# 測量員計畫

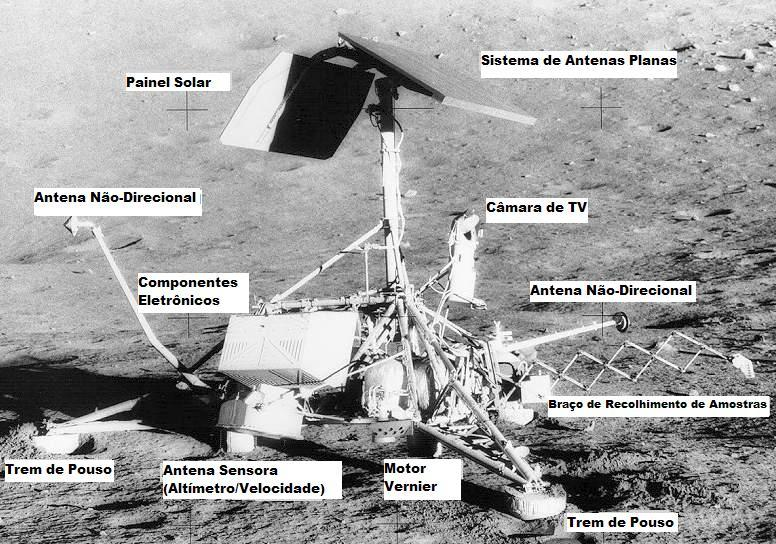
阿波羅12號的太空人所拍攝的測量員3號的照片（加入了說明）。（美國國家航空暨太空總署）

測量員計畫（英語：Surveyor program）是美國國家航空暨太空總署在1966年至1968年，發射7艘機器人太空船登陸月球表面的計畫。它的主要目的就是展示在月球軟著陸的可行性，這個計畫是由美國國家航空暨太空總署的噴射推進實驗室（JPL）為實現阿波羅計畫所做的準備。這些太空船仍留在月球上，沒有任何一個任務打算將他們送回地球。測量員3號的部分零件被阿波羅12號帶回地球，其中的攝影機展示在美国国家航空航天博物馆。

## 目標

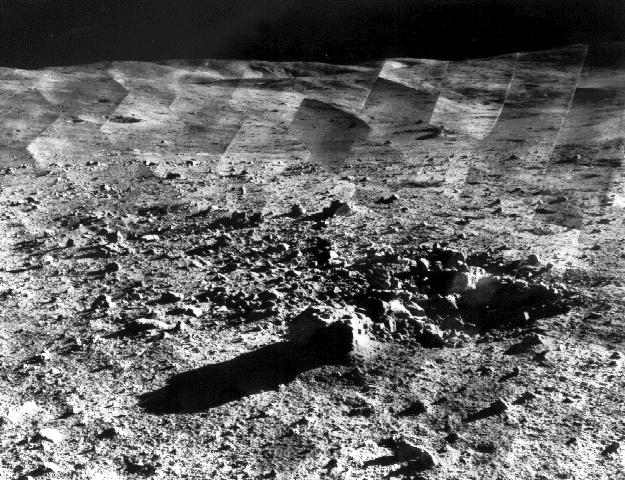
測量員7號降落地點的景觀。

這個計畫的執行有幾次超越了原訂的展示軟著陸目標，中途更正太空船航向能力的展示，和登陸者攜帶的儀器協助評估是否適合載人的阿波羅太空船登陸。有幾艘測量員太空船攜帶了旨在測試月球土壤力學的機器人鏟子。在這個計畫之前，不知到月球土壤的厚度有多深，太空人是否可以登陸，測量員計畫証明登陸是有可能的。也有一些測量員攜帶了α散射儀和磁鐵，協助確認土壤的化學成分。

## 任務

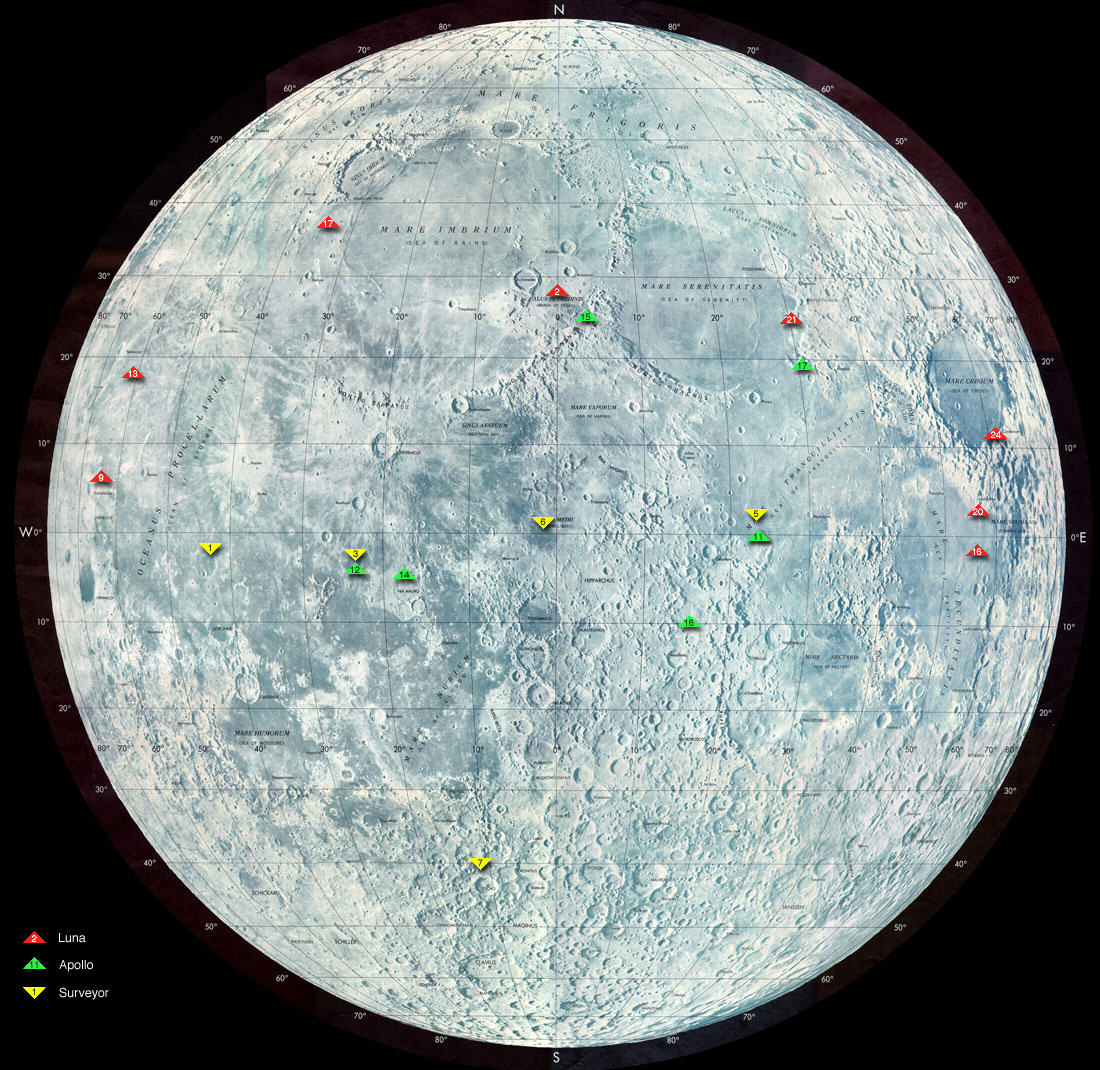
測量員任務在月球上的降落位置。

總共有7次測量員任務，其中 有5次成功，測量員2號和4號失敗。每艘無人太空船的設計與製造都是休斯飛機公司執行的。測量員計畫的總經費，包括建造與發射7艘太空船前往月球，總共花費了美金4億6900萬。 
- 測量員1號 – 1966年5月30日發射，1966年6月2日登陸於風暴洋。
- 測量員2號 – 1966年9月20日發射，1966年9月23日墜毀於哥白尼坑。
- 測量員3號 – 1967年4月17日發射，1967年4月20日登陸於風暴洋。
- 測量員4號 – 1967年7月14日發射，1967年7月17日墜毀於中央灣。
- 測量員5號 – 1967年9月3日發射，1967年9月11日登陸於寧靜海。
- 測量員6號 – 1967年11月7日發射，1967年11月10日登陸於中央灣。
- 測量員7號 – 1968年1月7日發射，1968年1月10日登陸於第谷坑。

測量員6號是第一艘在月球被關閉的太空船，阿波羅12號降落在步行即可抵達測量員3號的距離內。

## 太空競賽
在測量員計畫的任務期間，美國正與蘇聯進行著太空競賽。測量員1號在1966年6月登陸月球，只落後蘇聯月球9號探測器在2月登月之後4個月，顯示兩國的計畫進度是相似的。

## 外部連結
- Surveyor Program Page by NASA's Solar System Exploration
- Surveyor Program Results (PDF) 1969 （页面存档备份，存于）
- Analysis of Surveyor 3 material and photographs returned by Apollo 12 (PDF) 1972 （页面存档备份，存于）
- Exploring the Moon: The Surveyor Program （页面存档备份，存于）